# Mariano Belmás Estrada
Mariano Belmás Estrada (1850 - Collado Villalba (Madrid) el 21 d'agost de 1916) va ser un arquitecte espanyol. Va obtenir el títol a Madrid l'any 1873. Conegut per haver estat el director de la Gaseta d'Obres Públiques, va ser col·laborador amb Arturo Soria i constructor d'alguns dels edificis de Ciutat Lineal a Madrid. Va ser introductor de la idea de construcció barata (o construcció econòmica) en l'arquitectura madrilenya de finals de segle xix. Proposant 1888 un sistema d'habitatges adossats que va tenir influències posteriors. Va estar vinculat a les visions higienistes i industrials de l'arquitectura. La seva aportació en la construcció de la Gran Via va ser palesa. Així com en la construcció de colònies com Madrid Modern.
Va ser senador del Regne per Lugo, així com membre de la Reial Acadèmia de Belles arts de San Fernando, cavaller de l'Orde d'Isabel la Catòlica i de la Corona de Prússia.